# (3067) Ахматова
(3067) Ахматова (лат. Akhmatova) — типичный астероид главного пояса, открыт 14 октября 1982 года советскими астрономами Людмилой Журавлёвой и Людмилой Карачкиной в Крымской астрофизической обсерватории и 31 мая 1988 года назван в честь поэтессы Анны Ахматовой.

## Обнаружение и именование
(3067) Ахматова
Открыт 14 октября 1982 года в Научном Л. В. Журавлёвой и Л. Г. Карачкиной.
Назван в честь выдающейся поэтессы Анны Андреевны Ахматовой (1889—1966), удостоенной почётной докторской степени Оксфордского университета.
Оригинальный текст (англ.)3067 Akhmatova
Discovered at Nauchnyj on 1982-10-14 by L. V. Zhuravleva and L. G. Karachkina.
Named in honor of Anna Andreevna Akhmatova (1889—1966), outstanding poetess, awarded an honorary doctorate by the University of Oxford.
Источники: DISCOVERY.DB; M.P.C. 13174.

## Орбита

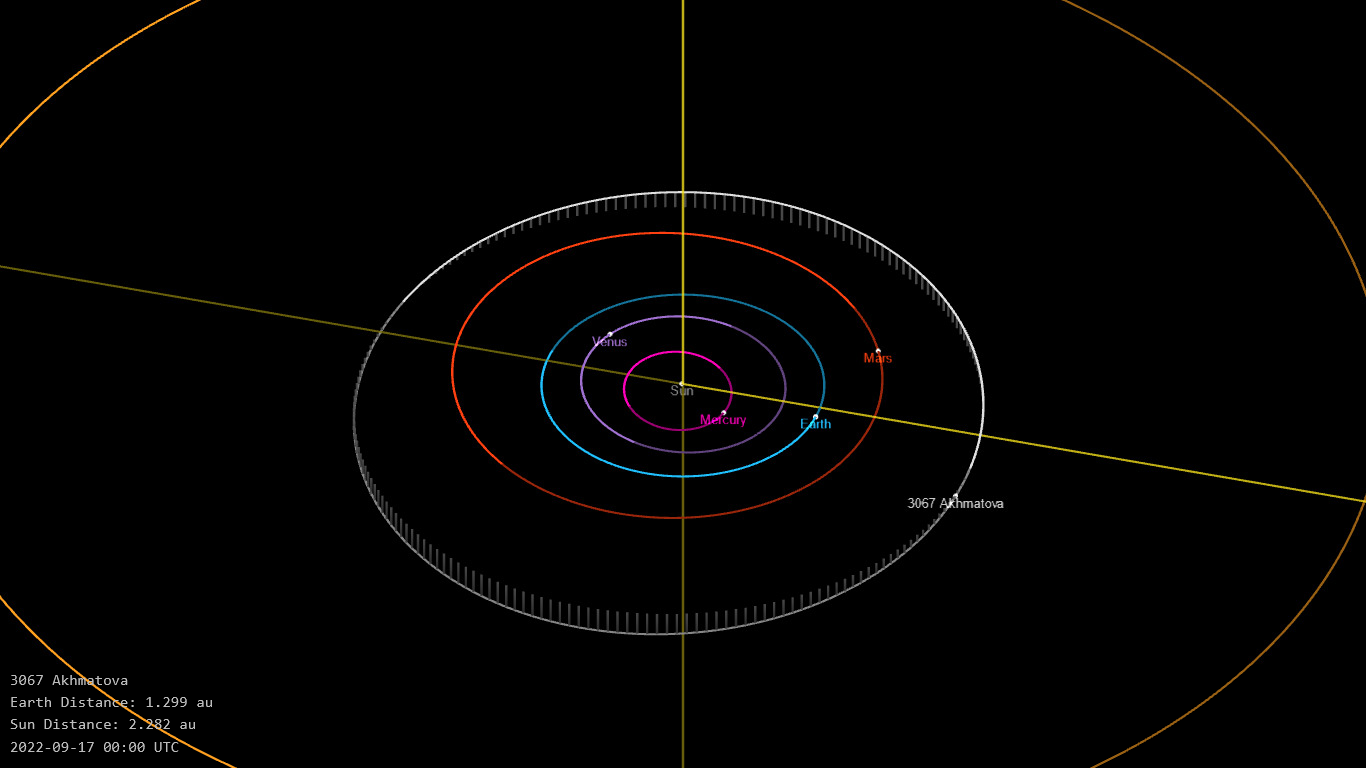
Орбита астероида Ахматова и его положение в Солнечной системе

## Физические характеристики
Астероид относится к таксономическому классу S.
По результатам наблюдений в видимом и ближнем инфракрасном диапазоне космического телескопа NEOWISE диаметр астероида сначала оценивался равным 6,457±0,060 км, позже — 6,253±0,160 км. Согласно тем же источникам альбедо оценивается как 0,2691±0,0726 и 0,285±0,060.